# Фарно (Асколи Пичено)
Фарно (итал. Farno) насеље је у Италији у округу Асколи Пичено, региону Марке.
Према процени из 2011. у насељу је живело 6 становника. Насеље се налази на надморској висини од 775 м.